# Orchidoeca peruvia
Orchidoeca peruvia är en kackerlacksart som beskrevs av Gurney och L. M. Roth 1976. Orchidoeca peruvia ingår i släktet Orchidoeca och familjen jättekackerlackor. Inga underarter finns listade i Catalogue of Life.